# Línea 2 (Metro de Sevilla)
La línea 2 del metro de Sevilla es un proyecto de infraestructura de transporte que, en caso de ejecutarse, conectará la ciudad de este a oeste. Su trazado previsto partiría desde el barrio de Torreblanca, atravesando Sevilla Este y el Palacio de Congresos, Montes Sierra, Kansas City, la estación central de Santa Justa, José Laguillo, la Plaza del Duque y la estación de Plaza de Armas, para finalmente cruzar el río y llegar al entorno de Torre Triana.
Esta línea se considera de gran relevancia por su recorrido, ya que discurriría bajo el centro histórico de Sevilla y facilitaría la conexión entre la estación de autobuses de Plaza de Armas, la estación central de ferrocarriles de Santa Justa y el Palacio de Exposiciones y Congresos de Sevilla Este, conocido como Fibes.
Uno de los principales inconvenientes del diseño actual es la ausencia de correspondencia con la línea 1, lo que impediría un transbordo directo entre ambas. No obstante, sí está prevista una conexión con la línea 3, cuyo tramo norte se encuentra en construcción.
Inicialmente, se consideró la posibilidad de incluir tramos en superficie en zonas de menor densidad de población. Sin embargo, tras la evaluación de alegaciones, se determinó que la totalidad del trazado será subterráneo, con un total de 16 estaciones. De estas, tres permitirían la correspondencia con otras líneas de metro y dos con la red de Cercanías Renfe.
A pesar de estar en fase de planificación, actualmente no hay una fecha definida para el inicio de su construcción.

## Estado
El proyecto de la línea 2 se encuentra paralizado, a espera de revisión del proyecto y financiación. Durante 2021 y 2022 se presentaron posibles modificaciones al proyecto de línea inicial, habiendo quienes apoyasen las estaciones iniciales proyectadas y otros que apoyan estaciones alternativas cercanas, especialmente en la zona de Sevilla Este. En lo que sí parece haber unanimidad es en la ampliación de la línea 2 desde Torre Triana hasta el centro de Camas, aprovechando las históricas instalaciones de estilo neo-mudéjar de la antigua estación de ferrocarril de Camas situada en el centro del municipio pasando previamente por la parada "Camas-La Pañoleta" situada junto al centro comercial y de ocio de Camas. Por tanto, las últimas cuatro estaciones de la línea 2 en dirección al Aljarafe serían: Camas (antigua estación de tren) - Camas/La Pañoleta (zona centro comercial) - Torre Triana - Plaza de Armas.
En 2023, la asociación Sevilla Quiere Metro presentó un proyecto para llevar la extensión de esta línea hacia el Aljarafe a través de la mediana de la autopista A-49. Esta extensión partiría desde Torre Triana y cruzaría el Guadalquivir mediante un puente de nueva construcción cercano al puente de la Señorita o una remodelación del mismo para acomodar las vías. Desde allí, tendría parada en Camas en la avenida Clara Campoamor. Después, las vías se incorporarían a la mediana en el nudo de la A-49 con la SE-30 y pasarían a discurrir por esta mediana hasta la siguiente parada, Aire Sur, entre Tomares y Castilleja de la Cuesta, llamada así por el centro comercial aledaño y accediéndose a esta parada a través de una remodelación de las dos rotondas que conectan las dos poblaciones, creando una única gran rotonda que configure en su centro una plaza sobre la autopista. Después seguiría hasta el barrio de Nueva Sevilla, en Castilleja de la Cuesta, siendo esta la única estación con acceso bajo la autopista. Tras esto seguiría la parada de Bormujos-Gines, para terminar en el hospital San Juan de Dios. Este enfoque, según la asociación, serviría para dar servicio a una gran población residente en el Aljarafe por un coste reducido, ya que aprovecharía la infraestructura existente para la autopista y requeriría de una inversión modesta, comparativamente hablando.

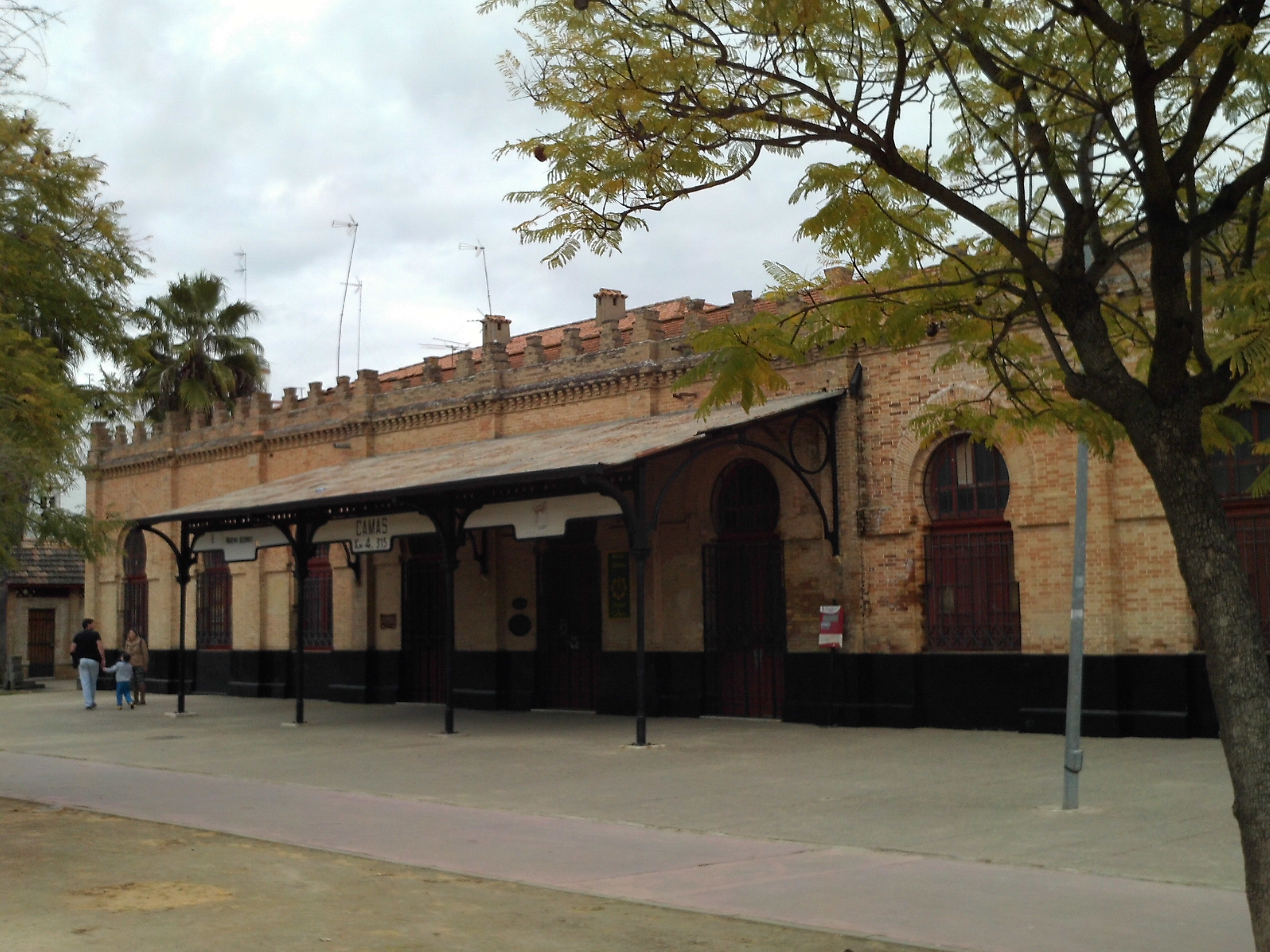
Antigua Estación de Ferrocarril de Camas propuesta como estación de la línea 2 del Metro de Sevilla

## Características generales
- Número de estaciones: 16 (ver cuadro a la derecha)
- Estimación de viajeros diarios: 65.376
- Estimación de viajeros anuales: 19.600.000
- Coste estimado: 1.233 millones de Euros
- Distritos por los que discurre: 5
- Población servida:
- Profundidad media:
- Método constructivo: Pantallas y tuneladora.

| L2 Torre Triana - Aeronáutica | L2 Torre Triana - Aeronáutica |
| ----------------------------- | ----------------------------- |
| Apertura                      | En proyecto                   |
| Última ampliación             | Ninguna                       |
| Operada por                   | Metro de Sevilla              |
| Conducción                    | ATP                           |
| Electrificación               | 750 Vcc                       |
| Material móvil                | Sin datos                     |
| Velocidad máxima              | Sin datos                     |
| Velocidad media               | Sin datos                     |
| Estaciones                    | 16                            |
| Gálibo                        | estrecho                      |
| Andenes                       | 66 m                          |
| Longitud                      | 12.500 m aprox.               |
| Interestación media           |                               |
| Frecuencia                    |                               |
| Municipios cubiertos          | Sevilla                       |

## Estaciones y material móvil

### Estaciones
- Estaciones subterráneas: 16
- Paradas en superficie: 0

Andenes laterales de 66 metros de largo y una media de 3,5 metros de anchura.

### Material móvil (según el de la línea 1)
- Anchura exterior (mm): 2650
- Longitud entre testeros (mm): 31260
- Alimentación (Vcc catenaria): 750
- Altura de piso (mm): 350
- Altura del vehículo (mm): 3390
- Paso libre puertas (mm): 1300/800
- Estructura de caja: acero inoxidable ferrítico en costados y cubierta y acero corten en bastidor
- Puertas por costado: 6
- Composición: cinco cajas articuladas apoyadas sobre tres bogies
- Velocidad máxima (km/h): 70
- Velocidad media(km/h): 30
- Potencia total (kW): 8 x 70
- Plazas sentadas por unidad de tren: 54
- Total plazas: 375
- Plazas de pie por coche: 221
- Aceleración arranque (m/s²): 1,2
- Prestaciones:
  - Aire acondicionado
  - Aire acondicionado en sala de viajeros
  - Aire acondicionado de cabina ATP
  - Información de destino
  - Información acústica y visual
  - Anuncio automático de estaciones y gráficos de línea activos
  - Equipamiento: enganche plegable de tipo Scharfenberg